# Religioni in Uganda
Il cristianesimo è la religione più diffusa in Uganda. Secondo i dati del censimento del 2014, i cristiani rappresentano circa l'84,5% della popolazione; la seconda religione è l'islam, seguita da circa il 13,5% della popolazione; l'1,7% circa della popolazione segue altre religioni e lo 0,3% circa non segue alcuna religione. Stime dell'Association of Religion Data Archives (ARDA) riferite al 2015 confermano i cristiani all'84% circa della popolazione, mentre i musulmani sarebbero circa il 12%; il 2% circa della popolazione seguirebbe le religioni africane tradizionali, lo 0,5% circa della popolazione non seguirebbe alcuna religione e la restante parte della popolazione seguirebbe altre religioni. La costituzione non prevede una religione di stato e riconosce la libertà religiosa; i diritti religiosi possono essere limitati solo in caso di proclamazione dello stato di emergenza. Le organizzazioni religiose devono registrarsi per poter ottenere la licenza di operare; le grandi Chiese e organizzazioni (come la Chiesa cattolica, la Chiesa ortodossa, la Chiesa anglicana e il Consiglio Supremo Musulmano dell'Uganda) sono di fatto esentati da quest'obbligo, in quanto il governo non richiede loro la licenza di operare. Nelle scuole pubbliche l'insegnamento della religione è obbligatorio solo nella scuola primaria, dove è possibile scegliere fra l'insegnamento del cristianesimo e quello dell'islam; nella scuola secondaria l'insegnamento della religione è facoltativo. Le organizzazioni religiose non possono creare partiti politici.

## Religioni presenti

### Cristianesimo
Secondo i dati del censimento del 2014, la maggioranza dei cristiani ugandesi sono protestanti (circa il 45% della popolazione); i cattolici sono circa il 39% della popolazione, gli ortodossi circa lo 0,3% e i cristiani di altre denominazioni sono circa lo 0,1% della popolazione.
Il maggior gruppo protestante presente in Uganda è costituito dagli anglicani, che rappresentano il 32% della popolazione; seguono i pentecostali (che rappresentano circa l'11% della popolazione), gli avventisti del settimo giorno e i battisti. 
La Chiesa cattolica è presente in Tanzania con 4 sedi metropolitane, 15 diocesi suffraganee e 1 ordinariato militare. 
La Chiesa ortodossa è presente in Tanzania con la Metropolia di Kampala, che dipende dal Patriarcato greco-ortodosso di Alessandria. 
Fra i cristiani di altre denominazioni, sono presenti la Chiesa di Gesù Cristo dei Santi degli Ultimi Giorni (i Mormoni) e i Testimoni di Geova. 

### Islam
I musulmani ugandesi sono in maggioranza sunniti, con minoranze di sciiti e ahmadiyya. 

### Religioni africane
Ufficialmente le religioni africane tradizionali sono seguite da meno dell'1% della popolazione, ma si ritiene che una parte più numerosa della popolazione segua le pratiche e credenze animiste delle religioni tradizionali insieme al cristianesimo o all'islam. Uno studio del 2010 ha messo in evidenza che il 27% della popolazione dell'Uganda crede che i sacrifici agli spiriti degli antenati possano proteggerli dalle avversità.

### Altre religioni
In Uganda sono presenti piccoli gruppi di ebrei, bahai, induisti e buddhisti.